# Fissidens forsythii
Fissidens forsythii là một loài Rêu trong họ Fissidentaceae. Loài này được Broth. mô tả khoa học đầu tiên năm 1916.